# Rhodobacter capsulatus
Rhodobacter capsulatus ist ein Bakterium. Es ist, was den Stoffwechsel angeht, eine sehr flexibel Art, die zu den Purpurbakterien gehört. Es kann somit, wenn Licht verfügbar ist, die Photosynthese zum Wachstum nutzen. Alternativ kann es, wenn Sauerstoff vorhanden ist, auch die normale Atmung mit Sauerstoff durchführen. Im Dunkeln kann es die Fermentation (Gärung) zur Energiegewinnung nutzen. Außerdem kann es auch Wasserstoff durch die sogenannte "Knallgasreaktion" als Energiequelle nutzen. Es zählt zu den Purpurnichtschwefelbakterien, eine Besonderheit dieser Gruppe ist die Photoheterotrophie. Hierbei werden zusätzlich zu der Lichtenergie noch organische Stoffe benötigt. Rhodobacter capsulatus ist allerdings zusätzlich noch in der Lage, unter bestimmten Bedingungen die Photosynthese analog zu den Pflanzen durchzuführen, also hierbei auch Kohlendioxid (CO2) zu fixieren, organische Stoffe werden dann nicht benötigt.

## Merkmale
Die Zellen sind oval oder stäbchenförmig. In Medien mit pH-Werten um 7,0 dominieren stäbchenförmige Zellen, über pH 8,0 erscheinen pleomorphe ("vielgestaltige") Zellen. Ketten von Zellen in zickzackförmiger Anordnung sind typisch, aber bei einigen Stämmen können die Ketten auch gerade sein. Das Bakterium bildet Kapseln von unterschiedlicher Dicke, darauf weist der Artname R. capsulatus hin. Es ist durch ein polares Flagellum beweglich.
Im Licht unter Sauerstoffausschluss (anaerob) gewachsene Kulturen sind gelblich braun oder grünlich bis tiefbraun. Wenn sie in Gegenwart von Anwesenheit von Sauerstoff gezüchtet werden, bilden sich rote Kulturen.
Die Zellteilung erfolgt durch die Zweiteilung, eine Knospung (wie sie z. B. bei der verwandten Gattung Rhodopseudomonas stattfindet) wird nicht durchgeführt. Die Zelldurchmesser liegt bei 0,5–1,2 μm. Die Zelllänge liegt zwischen 2,0 und 2,5 μm, die Zellen können aber auch wesentlich länger sein. Das für die Photosynthese dienende, innere Membransystem besteht aus Vesikeln (vesikuläres Membransystem).

## Stoffwechsel und Wachstum
Rhodobacter capsulatus ist ein physiologisch ein äußerst vielseitiges Purpurbakterium.
Es kann photoautotroph wachsen, indem es Licht zur Energiegewinnung und CO2 für die Bildung von Zellmaterial nutzt, photoheterotroph mit Licht und organischen Verbindungen, chemoautotroph im Dunkeln mit H2 als Elektronendonor und O2 als Elektronenakzeptator (Knallgasreaktion). Des Weiteren kann es heterotroph Dunkeln unter Verwendung organischer Kohlenstoffverbindungen als Elektronendonatoren mit O2 oder alternativen Verbindungen als Elektronenakzeptor wachsen.
Im Licht unter anaeroben Bedingungen (Ausschluss von Sauerstoff) zeigt es das photoheterotrophe Wachstum. Es nutzt hierbei Licht als "Energiequelle", benötigt allerdings noch organischen Verbindungen. Da noch zusätzlich organische Stoffe benötigt werden, handelt es sich nicht um ein autotrophes Wachstum, daher die Bezeichnung "photoheterotroph". Die organischen Substrate werden oxidiert, um Elektronen für die zyklische Photophosphorylierung bereitzustellen. Durch die Photophosphorylierung wird schließlich ATP gewonnen. Als organische Substrate kann es u. a. Glucose und Fructose nutzen.
Rhodobacter capsulatus kann allerdings unter bestimmten Bedingungen auch unter Sauerstoffausschluss (anaerob) im Licht photoautotrophes Wachstum mit molekularem Wasserstoff als Elektronenspender (Donor) zeigen. Man spricht hier von photoautotrophem Wachstum, weil keine weiteren organischen Stoffe benötigt werden. Hierbei kann z. B. Wasserstoff (anstatt H2O bei Pflanzen) als Elektronendonator genutzt werden. Die Elektronen vom Wasserstoff durchlaufen eine Elektronentransportkette und erzeugen ATP und NADH.
Diese energiereichen Verbindungen werden dann dazu genutzt, um aus CO2 über den Calvin-Zyklus organische Moleküle, wie Glucose, zu bilden. Anstatt Wasserstoff ist dies auch mit Sulfid möglich, das hierbei zu elementarem Schwefel oxidiert wird. Allerdings geschieht dies nur, wenn nur geringe Mengen von Sulfid vorhanden sind, die Art toleriert nur einen geringen Schwefelgehalt der Umgebung.  Thiosulfat oder elementarer Schwefel werden nicht genutzt. Im Vergleich zu der Photosynthese von Pflanzen wird hierbei kein Wasser als Elektronendonor genutzt und es wird somit auch kein Sauerstoff freigesetzt. Die Absorptionsspektren von Rhodobacter capsulatus zeigen Maxima bei 376–378, 450–455, 478–480, 508–513, 590–592, 802–805, und 860–863 nm. Die photosynthetischen Pigmente sind Bakteriochlorophyll a und Carotinoide.
Im Dunkeln mit verfügbaren Sauerstoff (aerobe Bedingungen) erfolgt mit Nutzung von organischen Substraten eine aerobe Atmung mit Sauerstoff als Elektronenakzeptor (und somit ein chemoheterotrophes Wachstum).
Unter dunklen Bedingungen und gleichzeitigem Sauerstoffausschluss (anaerob) können von dem Bakterium auch Pyruvat und verschiedene Zucker fermentiert werden, es wird also eine Gärung durchgeführt. Einige Stämme können unter solchen Bedingungen auch Nitrat als Elektronenakzeptor nutzen und es zu Nitrit reduzieren (Nitratatmung).
Auch alternative Elektronenakzeptoren zur anaeroben Atmung können einige Vertreter verwenden, hierzu zählt Dimethylsulfoxid (DMSO). Die Verbindung wird hierbei zu DMS (Dimethylsulfid) reduziert. In größeren Mengen, insbesondere aus industriellen Quellen (z. B. Lösungsmittelabfälle), freigesetztes DMSO kann schädlich sein, Mikroorganismen wie R. capsulatus können bei der Entgiftung von betroffenen Umgebungen eingesetzt werden. Das DMSO wird hierbei auf weniger schädliche Produkte reduziert. Auch die Verbindung Trimethylaminoxid (TMAO) kann von dem Bakterium reduziert werden. Die früher bei den Rhodobacter geführte Art R. sphaeroides ist ebenfalls dazu in der Lage, die beiden Verbindungen zu nutzen.
Das Bakterium kann auch chemoautotroph in dunklen Umgebungen in Gegenwart von Sauerstoff mit Hilfe von molekularem Wasserstoff als Elektronendonator wachsen.
Man spricht hierbei auch nicht ganz korrekt von den "Knallgasbakterien". Kohlendioxid wird hierbei, analog zur Photosynthese, durch den Calvin-Zyklus fixiert.
Bei Rhodobacter capsulatus wurde ein ähnlicher Weg wie der Ethylmalonyl-CoA-Weg entdeckt. Der Ethylmalonyl-CoA-Weg wurde bei Cereibacter sphaeroides erstmals beschrieben. Dieses Bakterium wurde früher innerhalb der gleichen Gattung wie R. capsulatus geführt. Es handelt sich um eine Alternative zu Glyoxylatzyklus um aus Acetat andere Moleküle aufzubauen. Der durch den Ethylmalonyl-CoA-Weg ersetzte Glyoxylatzyklus kann von den Bakterien nicht durchgeführt werden, da das Enzym Isocitrat Lyase bei ihnen fehlt. Weitere Arten, bei denen entsprechende Gene gefunden wurden, sind z. B.: Magnetospirillum magnetotacticum, Caulobacter crescentus und Leptospira interrogans. Außerdem ist es wahrscheinlich, dass dieser Stoffwechselweg auch noch in mehreren marinen Proteobakterien vorkommt.
Als Stickstoffquelle kann Ammoniak genutzt werden. R. capsulatus kann auch freien Stickstoff fixieren. Hierzu kann es neben der bei Bakterien weit verbreiteten Molybdän-Nitrogenase auch eine molybdänfreie Nitrogenase, die statt Molybdän Eisen enthält, nutzen. Die Eisen-Nitrogenase (Fe-Nitrogenase) ist ineffizienter als die Mo-Nitrogenasen, es reagiert auf Sauerstoff empfindlicher und zeigt einen schlechteren Umsatz. Allerdings ist die Wasserstoffproduktion dabei wesentlich höher.
Rhodobacter capsulatus war das erste Bakterium, von dem die Kristallstruktur eines Porins ermittelt wurde. Porine ermöglichen den Transmembrandurchgang von hydrophilen Verbindungen bis zu einer bestimmten
Größen. Kleine Moleküle von <600 Da wie kleine Nährstoffe oder Abfallprodukte
können ungehindert durch die Membran über die Porinwege diffundieren. Die Untersuchung des Porins aus der äußeren Membran von Rhodobacter capsulatus wurde im Jahr 1990 veröffentlicht. Es handelte sich um ein trimeres Porin mit einem β-Fass-Strukturmotiv mit einem Durchmesser von etwa 30A°.

## Genetik
Rhodobacter capsulatus war der erste Mikroorganismus, bei dem beobachtet wurde, dass er gene transfer agents ("Gentransferagenten", GTA) produziert. Ein GTA ist ein phagenähnliches Partikel, das kleine, zufällige Fragmente von der DNA aus dem Chromosom in eine andere Zelle überträgt. Es handelt sich um eine Art des horizontalen Gentransfers.

## Systematik
Rhodobacter capsulatus ist die Typusart der Gattung Rhodobacter. Sie wurde 1905 von dem österreichischen Wissenschaftler Hans Molisch zuerst beschrieben, hier noch unter den Namen "Rhodonostoc capsulatum". Rhodopseudomonas capsulata ist ein weiteres Synonym. Rhodobacter zählt zu der Familie Paracoccaceae, welche zu der Klasse Alphaproteobacteria gestellt wird.
Das komplette Genom wurde 2010 sequenziert.

## Ökologie
Das Bakterium Rhodobacter capsulatus kommt im Süßwasser wie z. B. eutrophierte
Teiche und Seen, Klärteiche und auch Brackwasserer vor. Auch in Böden kann es gefunden werden.

## Nutzung
Rhodobacter capsulatus kann vielfältig in der Biotechnologie genutzt werden.
So wird das Bakterium für die Produktion von verschiedenen Terpenoiden genutzt. Beispiele sind Patchoulol (ein Duftstoff), Valencen (Geschmacks-, Duftstoff), β-Caryophyllen (entzündungshemmend), Casben (ein Schutzstoff gegen Pilzbefall bei Pflanzen), Squalen (u.a ein Antioxidationsmittel), Cycloartenol (wird für die Herstellung von Phytosterol genutzt) und β-Carotin (Farbstoff und eine Vorstufe für das Vitamin A). 

Struktur von Casben

Andere Nutzungsmöglichkeiten sind die Produktion von Carotinoiden und Lipiden. Des Weiteren kann es für die Biosynthese von Membranproteinen eingesetzt werden. Auch die Produktion von Wasserstoff (H2) mit Hilfe der biologischen Photofermentation von Rhodobacter capsulatus wird untersucht. Bei der biologische Herstellung handelt es sich um eine umweltfreundliche Methode zur H2-Produktion, da sie erneuerbare Biomasse als Ausgangsmaterial verwenden und bei Umgebungstemperatur und -druck ablaufen kann. Andere Bakterien für die Wasserstoffbildung finden sich z. B. bei den Blaualgen, auch die Grünalge Chlamydomonas reinhardtii ist hierzu mit Hydrogenase-Enzymen in der Lage.
Die Nitrogenase von Rhodobacter capsulatus kann auch zur Produktion von Methan genutzt werden. Denn dieses Enzym, welches eigentlich zur Bildung von Ammonium aus Stickstoff dient, reduziert auch CO2 zu Formiat und Methan. Rhodobacter capsulatus wurde eingesetzt, um diese Möglichkeit für die Produktion von Substraten für andere Mikroben und als chemische Ausgangsstoffe für eine umweltfreundliche Wirtschaft zu nutzen.

## Genutzte Literatur
- Johannes F. Imhoff: Rhodobacter In: Bergey's Manual of Systematics of Archaea and Bacteria (2015), John Wiley & Sons doi:10.1002/9781118960608.gbm00862
- René Bergmann: Optimierung eines Expressionssystems für die Synthese von Redox- und Membranproteinen in Rhodobacter capsulatus. Dissertation zur Erlangung des Doktorgrades, Heinrich-Heine Universität Düsseldorf 2011

## Web
- Rhodobacter capsulatus auf BacDive -  the Bacterial Diversity Metadatabase